# Ясутора Садо
Ясутора Садо (яп. 茶渡泰虎 Садо Ясутора, ромадзи: Sado Yasutora) — персонаж аниме и манги «Блич», одноклассник и близкий друг Ичиго Куросаки. Более известен под прозвищем Чад (яп. ちゃど Тядо). Он получил его при первой встрече с Ичиго, когда тот неправильно прочитал первый иероглиф фамилии Ясуторы. Иероглиф 茶 имеет два чтения: са и тя (ча); в итоге вместо Садо получилось Чад. Его озвучивает сэйю Хироки Ясумото.
Они c Ичиго познакомились, когда на Ичиго нападала группа подростков, а Садо помог в драке.

## Описание персонажа

### Прошлое
Садо с детства рос физически сильным мальчиком и не гнушался злоупотреблять своей силой, угрожая другим. Всё изменилось с того момента, когда он был вынужден переехать в Мексику к своему дедушке (имя Оскар Хоакин Де Ля Роза), которого он называл Абуэло (от исп. Abuelo — дед). Абуэло был также невероятно силен, но при этом он не пользовался этим для устрашения окружающих. Наоборот, его идеология во многом напоминала принципы Иисуса Христа из Нагорной проповеди: «Но кто ударит тебя по правой щеке, подставь и левую». Этим периодически пользовались местные преступники, нападая на старика. Но подобный подход произвёл очень большое впечатление на Садо, и он также принял решение — использовать свою силу только для защиты близких ему людей.

### Дальнейшие события
Ясутора Садо впервые сталкивается с пустыми, когда встречает Юити Сибату (яп. 柴田 優一 Сибата Ю:ити, сэйю: Макото Цумура). Этот маленький мальчик, преследуемый кровожадным духом убийцы, прятался в теле попугая. Ясутора помог ему спастись от преследователя, а Ичиго Куросаки отправил душу в Сообщество душ, где чуть позже Ясутора и Юити Сибата встретились повторно.

### Внешность и характер
Он наполовину японец, наполовину мексиканец. Обладает огромным ростом, физической силой и выносливостью. Очень немногословен — в разговорах либо молчит, либо отделывается двумя-тремя короткими фразами. Несмотря на бросающийся в глаза образ глупого амбала, Чад довольно умен (находится на почетной 10-й строчке в списке лучших учеников школы). Не любит драться, хотя очень силён в рукопашном бою; применяет грубую силу только в том случае, когда вынужден защищать друзей от кого-либо.

### Боевые навыки
По ходу сюжета получает благодаря Ичиго частичные способности проводников душ — умение видеть духов, а также способность превращать свою правую руку в огромный бронированный кулак Бразо Дереча де Гиганте (яп. 巨人の右腕 （ブラソ・デレチャ・デ・ヒガンテ） бурасо дэрэтя дэ хигантэ, исп. Brazo Derecha de Gigante — «правая рука гиганта», кандзи переводится так же). Рука становится чёрной, а по всей длине её пересекает красная полоса в белом обрамлении (цвета униформы мексиканских вооружённых сил). Кулаком можно бить как напрямую, так и выпускать мощные энергетические волны. После тренировки с Рэндзи Абараи Садо усиливает свою руку и получает новую атаку — Эль Директо (яп. 巨人の一撃 （エル・ディレクト） эру дирэкуто, «Один удар гиганта», исп. El Directo — «направление»). Когда Садо попадает в мир пустых Уэко Мундо, окружающая среда подавляет его способности, и лишь в битве с Гантенбейном Москедой он начинает понимать, что его силы, напротив, в этом мире лишь увеличиваются, так как, по сути, напоминают силы пустых. На правой руке Садо также появляется чёрный щит с красным узором и изображением оскаленного лица — герой понимает, что его способности созданы, чтобы защищать, а не атаковать. Левой рукой, которая обретает форму под названием Бразо Искуэрда дель Диабло (яп. 悪魔の左腕 （ブラソ・イスキエルダ・デル・ディアボロ） бурасо исукиэруда дэру диаборо, исп. Brazo Izquierda del Diablo — «левая рука дьявола», кандзи переводится так же), он наносит удары. Рука становится белой, с красной полосой по всей её длине, а на плече появляется длинный рог. Самый сильный приём Садо наносится левой рукой и называется Ла Муэртэ (яп. 魔人の一撃 （ラ・ムエルテ） ра муэрутэ, «Один удар демона» исп. La Muerte — «смерть»). В месте его применения появляется изображение демонического лица. Спустя 17 месяцев после победы над Айдзэном показано, что Садо — подчиняющий души и даже состоит в экзекуции, а его силы являются полным подчинением. Объект его полного подчинения — его собственная кожа.

## Популярность и отзывы критиков
Читателям манги понравился персонаж Садо; он несколько раз появлялся в опросах касательно популярности персонажей «Блич». В первом опросе он занял 6-е место с 2109 голосами. Однако по итогам следующего опроса он не появился в первой десятке, будучи вытеснен другими персонажами. Образ данного персонажа был также использован для некоторых видов мерчандайзинга по «Блич», таких как фигурки, брелоки и наклейки.
Различные публикации из области манги, аниме и другие средства массовой информации прокомментировали персонаж Садо; отзывы включали как похвалу, так и критику. Рецензент с сайта Popcultureshock.com Карлос Александр похвалил образ персонажа, поскольку он, как и любой персонаж данной манги, очень убедителен, а также особенно отметил его пацифистскую позицию, несмотря на его внешний вид. Карло Сантос из Anime News Network согласился с этим мнением, хотя он нашёл его визуальный дизайн стереотипным, но личность персонажа, на его взгляд, уникальна. Джарред Пайн из Mania Entertainment отметил демонстрацию Садо своих духовных сил как свой любимый момент в пятом томе манге, дополнительно отметив, что это не затягивает развитие истории. Он также высоко оценил то, как Чада объединяется с сестрой Ичиго, Карин, в целях борьбы с атакующим Холлоу. Тем не менее, Карл Кимлингер из ANN отметил, что это не было неожиданным для зрителей, если они видели другие эпизоды, основанные на манге, Weekly Shōnen Jump, поскольку это общая тема в этих эпизодах. Брюс Коултер из Mania похвалил борьбу Садо против Синсю Куроаки, отмечая его пацифистский подход наряду с Синсю, а также его воспоминания, которые усиливают дружбу с Ичиго.